# Hoplopholcus longipes
Hoplopholcus longipes is een spinnensoort uit de familie trilspinnen (Pholcidae). De soort komt voor in Turkije, Rusland en Georgië.